# 杉澤英男
杉澤 英男（すぎさわ ひでお、1914年11月29日 - 1983年5月11日）は、日本の実業家。神戸製鋼所社長を務めた。

## 経歴・人物
奈良県奈良市出身。1938年に京都帝国大学工学部を卒業し、神戸製鋼所に入社した。取締役、常務、専務、副社長を経て、急死した鈴木博章の後任として1976年9月から社長に就任した。しかし、病気でわずか1年で退任し、社長の座を高橋孝吉に譲った。
1983年5月11日心不全のために死去。68歳没。